# Mordechai-Navi-Synagoge

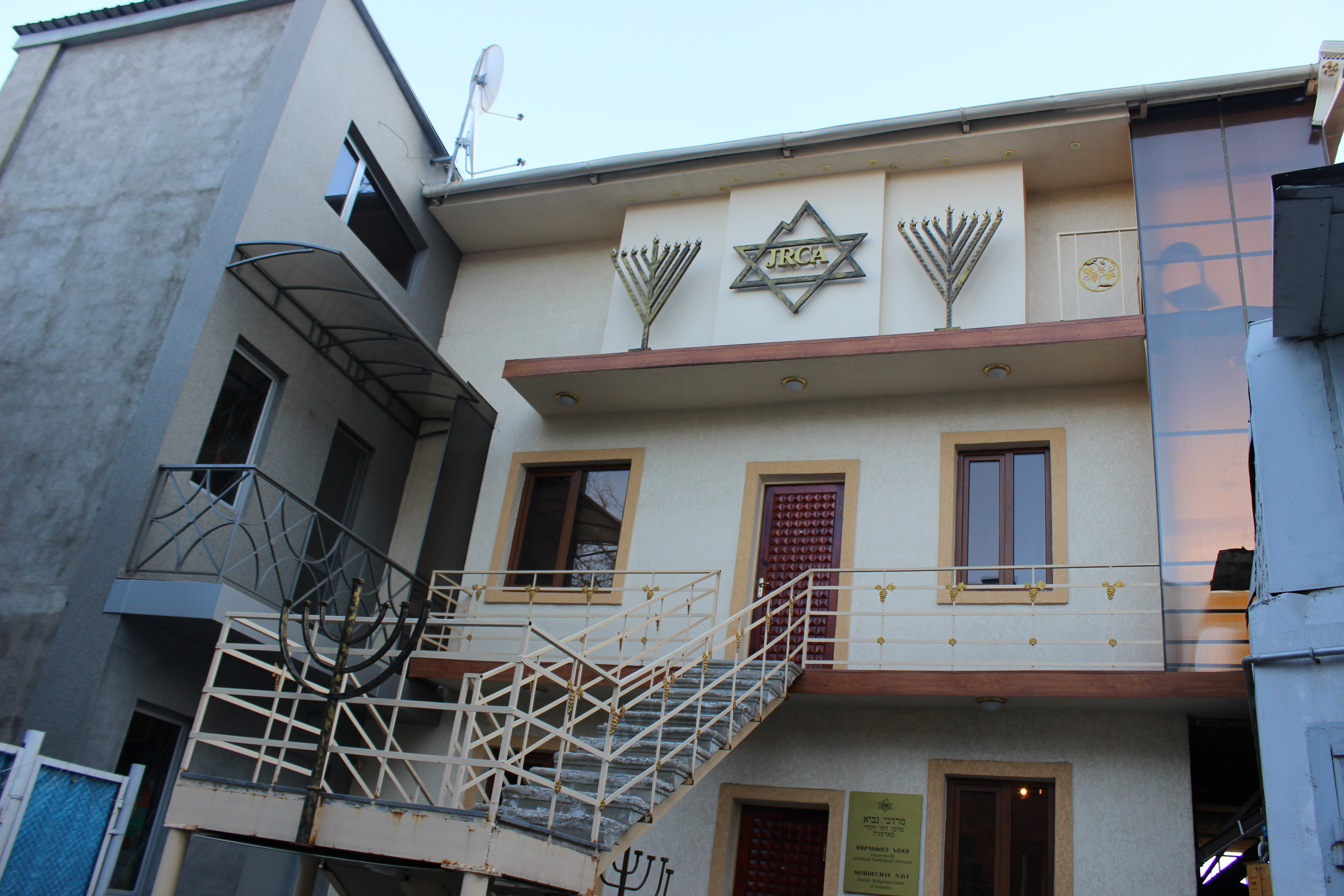
Mordechai-Navi-Synagoge, 2014

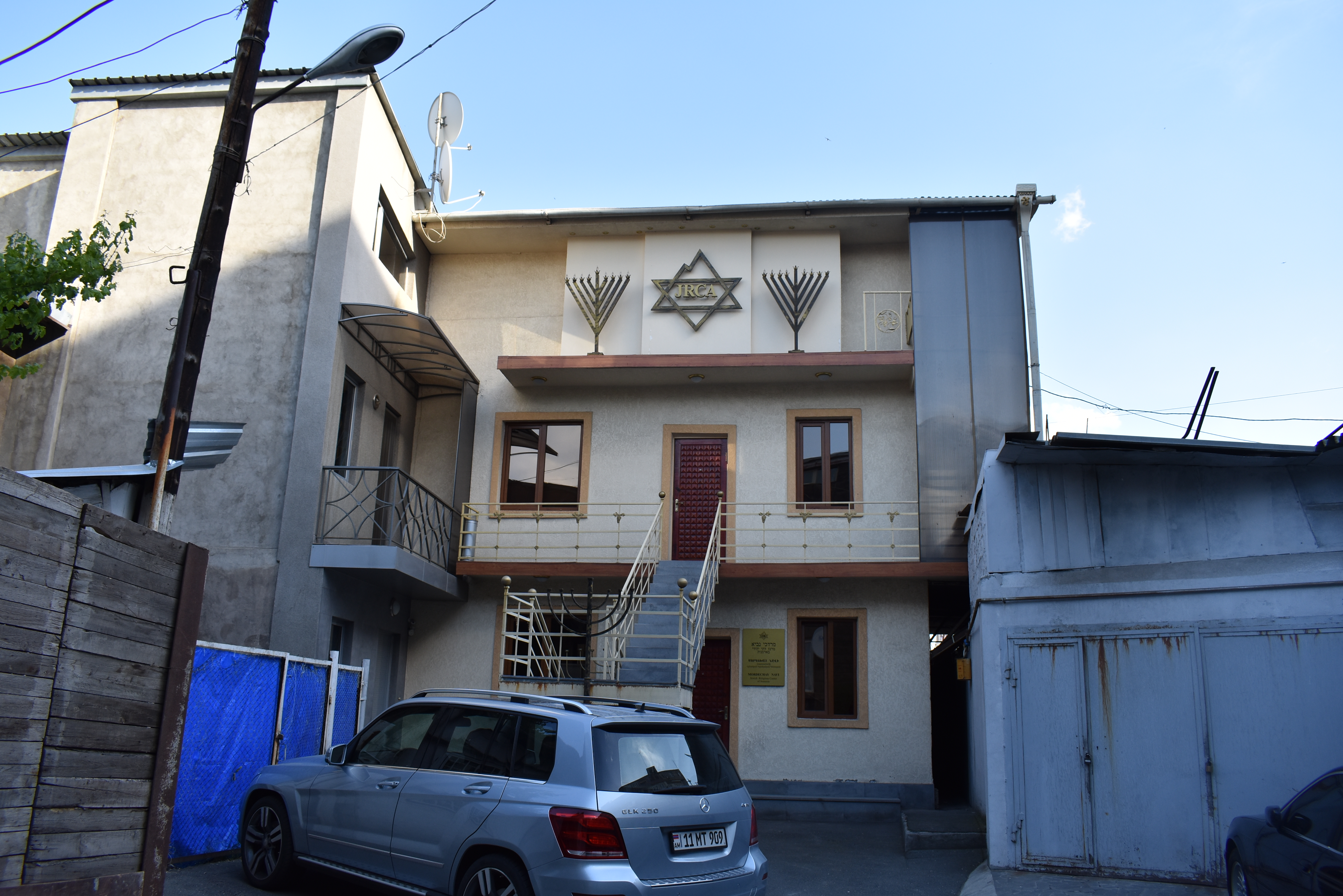
Mordechai-Navi-Synagoge, 2018

Die Mordechai-Navi-Synagoge (armenisch Մորդեխայ Նավի սինագոգ Mordechai Navi Synagog, hebräisch בית הכנסת מרדכי נאווי oder בית כנסת מרדכי נביא Mordechai Nābi, „Prophet-Mordechai-Synagoge“) ist eine Synagoge in der armenischen Hauptstadt Jerewan, die im Jahre 1995 eröffnet und 2011 erneuert wurde. Sie ist die einzige aktive Synagoge des Landes.

## Standort
Die Mordechai-Navi-Synagoge steht im Jerewaner Stadtteil Kentron an der Nar-Dos-Straße 23.

## Geschichte
Erste Juden aus Polen und Iran kamen Anfang des 19. Jahrhunderts nach Jerewan. Als die Stadt zum Russischen Reich gehörte, ließen sich ab 1840 sowohl Aschkenasim als auch Sephardim in der Stadt nieder. Bis 1924 war die sephardische Mordechai-Navi-Synagoge die wichtigste jüdische Einrichtung des Landes. In den 1930er Jahren wurde diese Synagoge unter Josef Stalin im Zuge seiner antireligiösen Kampagne wie auch mehrere Kirchen und Moscheen der Stadt abgerissen. Nach dem Ende der Sowjetunion und der Unabhängigkeit Armeniens konstituierte sich die jüdische Gemeinde in Jerewan mit Unterstützung der Chabad, die 1995 ein jüdisches Zentrum mit Synagoge, Religionsschule und Gemeindezentrum einrichtete. Die Synagoge erhielt nach der zerstörten Synagoge den Namen Mordechai-Navi-Synagoge. Mit finanzieller Unterstützung des nicht jüdischen armenischen Unternehmers David Galstyan wurde die Synagoge modernisiert und im Juni 2011 neu eröffnet.

## Architektur
Der Gebäude der Mordechai-Navi-Synagoge ist ursprünglich als Wohnhaus errichtet worden und hat drei Stockwerke. Neben dem Raum für Gottesdienste hat es auch eine Religionsschule. Der Davidstern an der Fassade ist etwas modifiziert, indem sein oberer Zacken an seiner Spitze in Form des Ararat doppelt und so auch die armenische Identität ausdrückt.

## Gemeindeleben
2018 lebte in Armenien 500 bis 2000 Juden, der Großteil davon in Jerewan, wo sich die einzige aktive Synagoge des Landes befindet. Ein großer Teil der Juden verließ in der Zeit des ersten Bergkarabachkrieges gegen Aserbaidschan Anfang der 1990er Jahre das Land. Nur wenige der Juden Armeniens sind noch religiös, so dass nur wenige zu den Gottesdiensten kommen. Da hierfür mindest zehn jüdische Männer von mindestens 13 Jahren anwesend sein müssen, gibt es nur wenige Gottesdienste. Auch an Feiertage kommen meist nicht mehr als 30 Personen. Oft machen israelische oder andere jüdische Touristen einen großen Teil der Gottesdienstbesucher aus. Rabbiner der jüdischen Gemeinde Jerewan ist Gershon Burstein von Chabad, der im August 2018 56 Jahre alt war. Seine Familie kam in den 1940er Jahren auf der Flucht vor dem Antisemitismus aus der Ukraine nach Armenien.
Seit Anfang 2002 ist Rima Varzhapetyan-Feller Vorsitzende der jüdischen Gemeinde. Sie ist mit einem christlichen Armenier verheiratet, was sie nach eigener Aussage nicht daran hindert, ihren jüdischen Glauben zu leben. Die Gemeinde gibt mit Unterstützung von Chabad ein Monatsblatt in russischer Sprache heraus, den „Davidstern“ (Magen David).